# Lennart Roslund
Lennart Börje Roslund (Malmö, 15 de febrero de 1946) es un deportista sueco que compitió en vela en la clase Soling.
Participó en los Juegos Olímpicos de Múnich 1972, obteniendo una medalla de plata en la clase de Soling. Ganó una medalla de bronce en el Campeonato Mundial de Soling de 1979 y una medalla de oro en el Campeonato Europeo de Soling de 1975.

## Palmarés internacional
| Juegos Olímpicos   | Juegos Olímpicos | Juegos Olímpicos  | Juegos Olímpicos |
| Año                | Lugar            | Medalla           | Clase            |
| ------------------ | ---------------- | ----------------- | ---------------- |
| 1972               | Múnich (RFA)     | Medalla de plata  | Soling           |
| Campeonato Mundial |                  |                   |                  |
| Año                | Lugar            | Medalla           | Clase            |
| 1979               | Visby (Suecia)   | Medalla de bronce | Soling           |
| Campeonato Europeo |                  |                   |                  |
| Año                | Lugar            | Medalla           | Clase            |
| 1975               | Alassio (Italia) | Medalla de oro    | Soling           |